# Émile Lossé
Émile Lossé war ein französischer Erfinder des frühen 20. Jahrhunderts.

## Leben
Lossés Leben ist nur fragmentarisch rekonstruierbar, da er in gedruckten Quellen so gut wie keine Erwähnung findet. Dieses nahezu vollständige Fehlen von Informationen ist ungewöhnlich, da Lossé mit einer seiner Erfindungen in den Jahren 1911 bis 1913 offensichtlich erhebliches Interesse in deutschen Luftsportkreisen hervorgerufen haben muss.

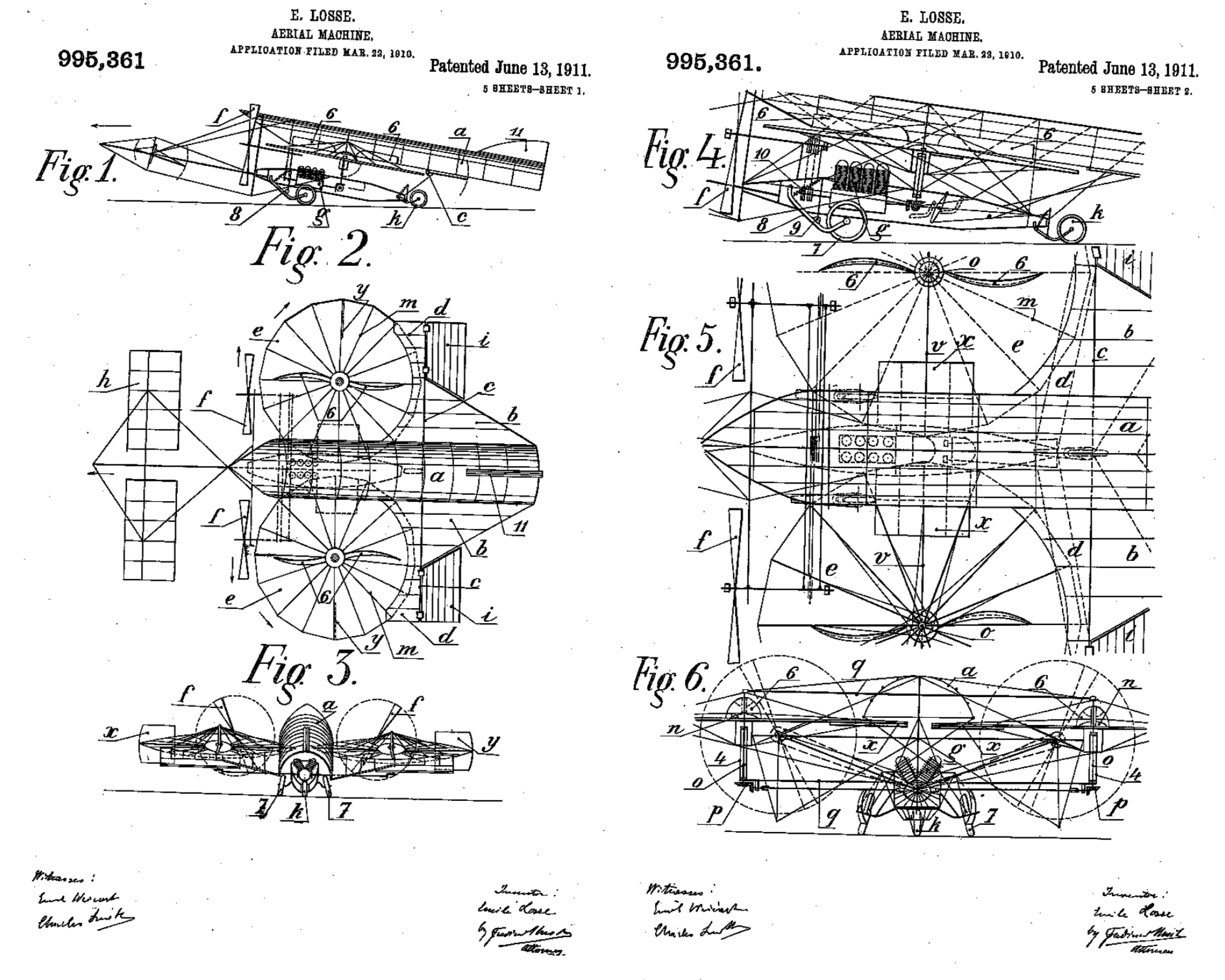
Lossés Tragschrauber

Aus den erhaltenen Patentschriften ist nachvollziehbar, dass Lossé im Jahr 1910, als er seine Flugmaschine schützen ließ, in der Rue de Paris 112 in Villeneuve-Saint-Georges im südlichen Umland von Paris lebte und als Beruf Ingenieur angab. Mit dieser ersten Erfindung erlangte er, soweit heute noch erkennbar ist, zugleich die meiste Aufmerksamkeit; bei seinem Flugapparat handelte es sich um einen Tragschrauber mit zwei seitlich angebrachten Rotoren, doch ohne Tragflächen. Lossé maß seiner Konstruktion unverkennbar großes Potential bei: Er meldete Patente in Frankreich, dem Vereinigten Königreich, den USA, Belgien und in Deutschland an. Nur die französischen, britischen und amerikanischen Patente scheinen allerdings letztlich erteilt worden zu sein. Auch Verfechter der noch sehr jungen Luftfahrt mit Flugzeugen waren, zumindest in Deutschland, wohl von dem großen Wert der Erfindung überzeugt: Zur Nutzbarmachung der Patente wurde eine umfangreiche Kampagne organisiert (siehe unten).
Lossés weitere Erfindungen riefen, wie es scheint, kein öffentliches Echo hervor. 1913 patentierte er in Frankreich einen Zweitaktmotor, 1921 einen Autowinker in Form einer Hand und 1922, als er in der Rue Bardinet 3 in Paris ansässig war, einen weiteren Zweitaktmotor. Sein letztes französisches Patent meldete Lossé, nunmehr wohnhaft in der Rue de Cromeilles (heute Rue des Martyrs de la Résistance) 12 in Houilles, 1925 an: einen geräuschgedämpften Auspuff. Danach verliert sich seine Spur.
Mit keiner seiner Erfindungen scheint Lossé nennenswerte Einkünfte erzielt zu haben: Sein letztes dokumentiertes Wohnhaus in Houilles existiert heute noch und lässt sich bei Google Street View betrachten. Es handelt sich um ein sehr kleines, bescheidenes Gebäude.

## Rund um Deutschland
Um Geldmittel für die praktische Nutzung von Lossés Tragschrauber-Patent aufzubringen, wurde in Deutschland eine umfangreiche Kampagne gestartet. Die Details der Aktion sind schwer ermittelbar; fest steht jedoch, dass im Interesse des Flugsports zur Ausnutzung des Patentes E. Losse eine 3,5 Zentner schwere Kugel mit einem Umfang von 6 Metern unter dem Motto Rund um Deutschland rollt die Kugel durch Orte entlang der Grenzen und Küsten des damaligen Deutschen Reiches gerollt wurde. Die Kampagne startete zu Weihnachten 1911 in Düsseldorf und dauerte insgesamt anderthalb Jahre. An den einzelnen Stationen wurden eigens gedruckte Fotopostkarten veräußert. Unter anderem existieren Karten aus Düsseldorf, Lübeck, München und Insterburg, wo die Kugel im Dezember 1912 gezeigt wurde. Auf wessen Initiative diese Aktion der ersten Umkreisung des Deutschen Reiches zurückging – die Postkarten nennen einen W. Hormann, der aber in Verbindung mit dem frühen Flugwesen bislang nicht zu identifizieren war –  ist unklar, wie auch die genauen Hintergründe des Unternehmens. Die Postkarten lassen darauf schließen, dass man 10.000 Mark aufzubringen hoffte, vermutlich für die Finanzierung des deutschen Patents und den Bau entsprechender Flugzeuge. Weil das auf den Postkarten genannte Gewicht der Kugel beständig zunahm (Düsseldorf: 3,5 Zentner; Lübeck und Insterburg: 5 Zentner; München: 25 Zentner), enthielt sie offenbar die Münzen der gesammelten Spenden. Da Tragschrauber nach Lossés Patent in Werken über die Geschichte der Luftfahrt keine Erwähnung finden und auch kein erteiltes Deutsches Reichspatent nachweisbar ist, blieb der Erfolg wohl hinter den Erwartungen zurück. Weshalb diese groß angelegte Werbe- und Finanzierungskampagne, die auf erhebliches Interesse in damaligen Luftfahrtkreisen schließen lässt, in Quellen zur Flugzeuggeschichte keine Erwähnung findet, ist bisher nicht erkennbar.
Wohl der nationalistisch aufgeladenen Atmosphäre in den letzten Jahren vor dem Ersten Weltkrieg war ein ungewöhnliches Vorgehen der Veranstalter geschuldet: Auf den Postkarten wurde Émile Lossés Nationalität verborgen, indem sein Vorname mit E. abgekürzt und der Nachname ohne Akzent auf dem e geschrieben wurde. Dass damit eine bewusste Verschleierung beabsichtigt war, zeigt eine Karte, die den Erfinder ausdrücklich als E. Losse, Berlin bezeichnet. Dies deutet darauf hin, dass die Veranstalter des Kugellaufs davon ausgingen, keine Unterstützung für die Förderung eines französischen Erfinders erwarten zu können.

## Bilder

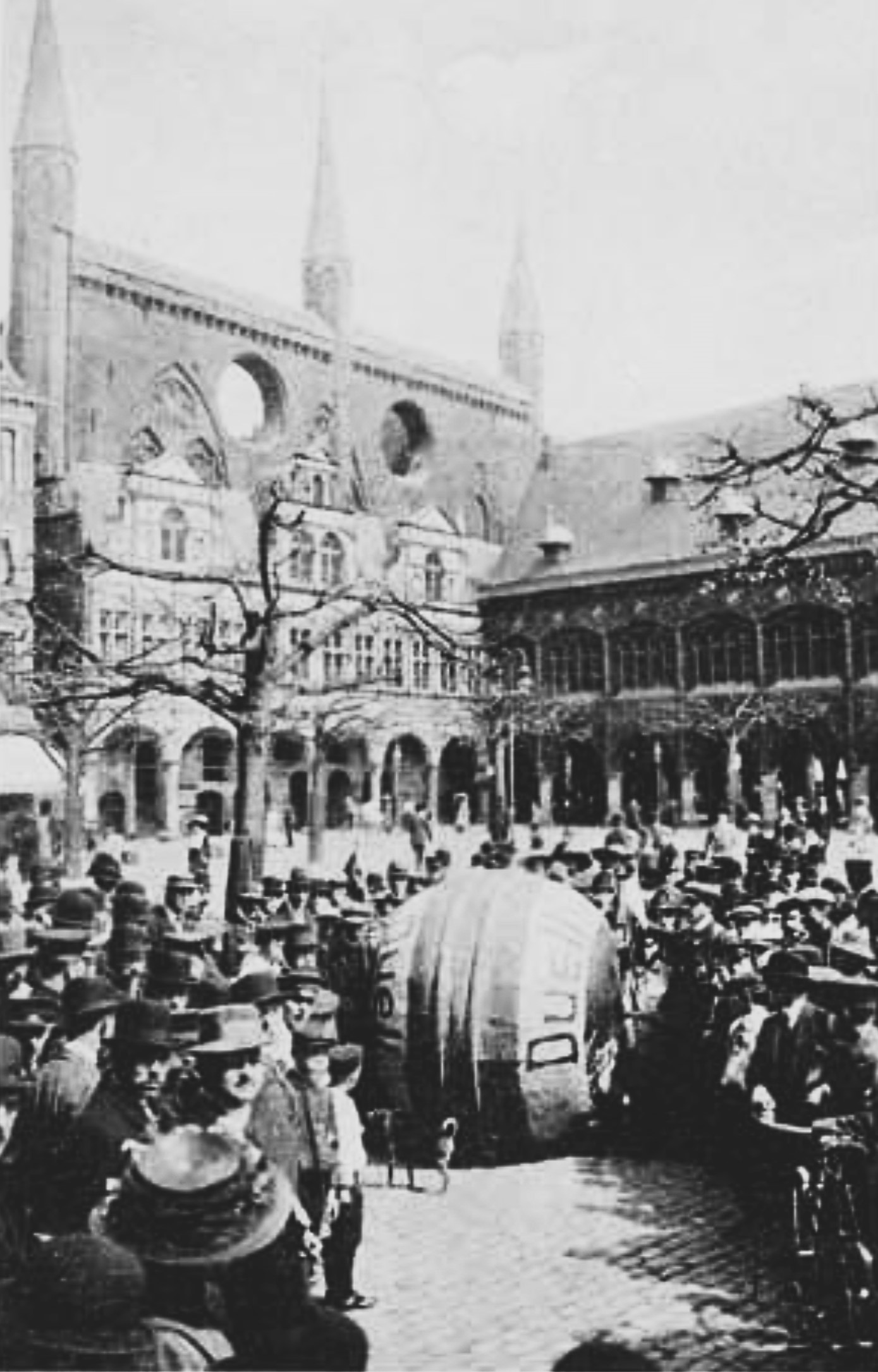
Die Kugel der Lossé-Kampagne auf dem Lübecker Markt
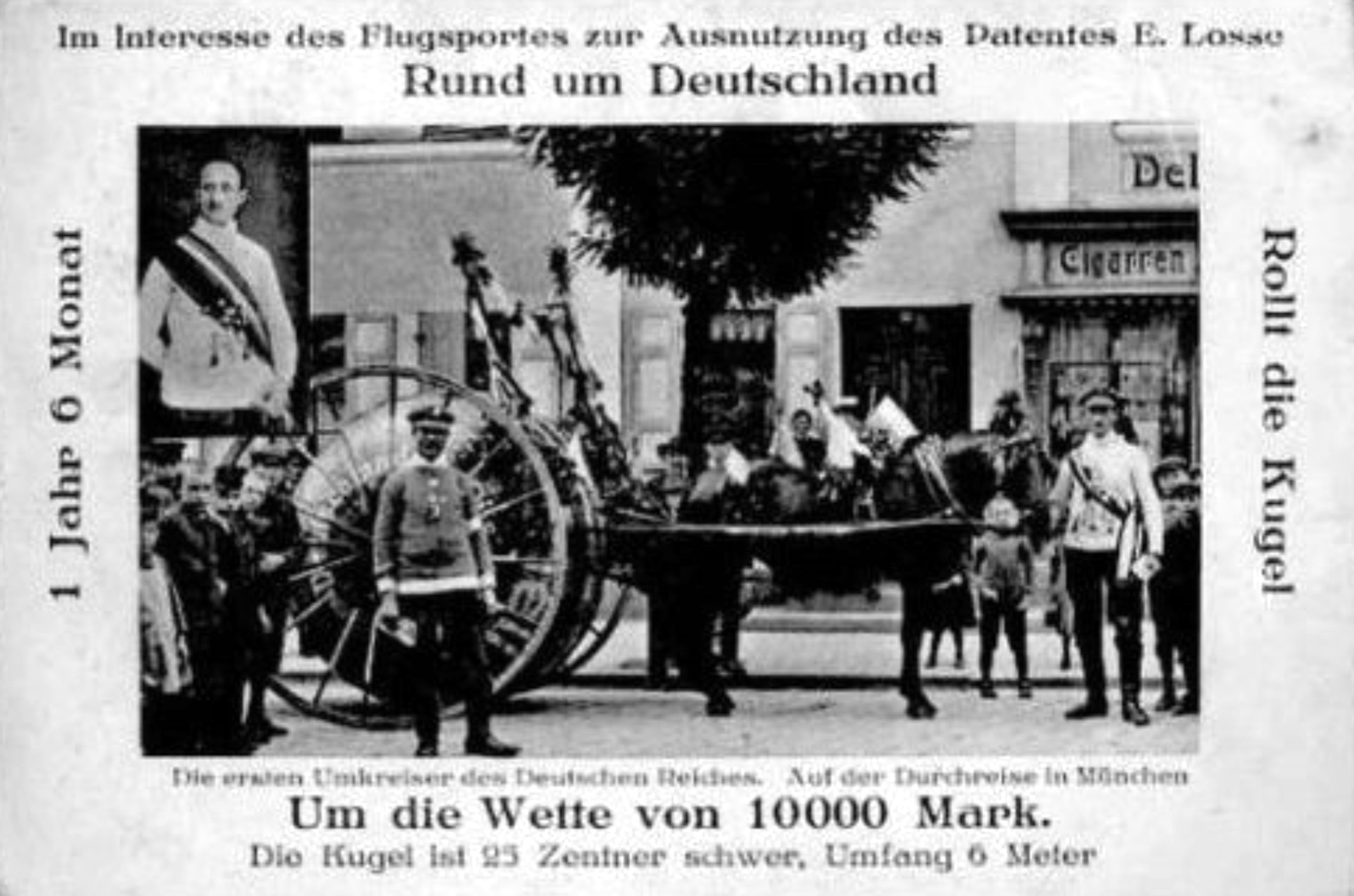
Die Kugel in München
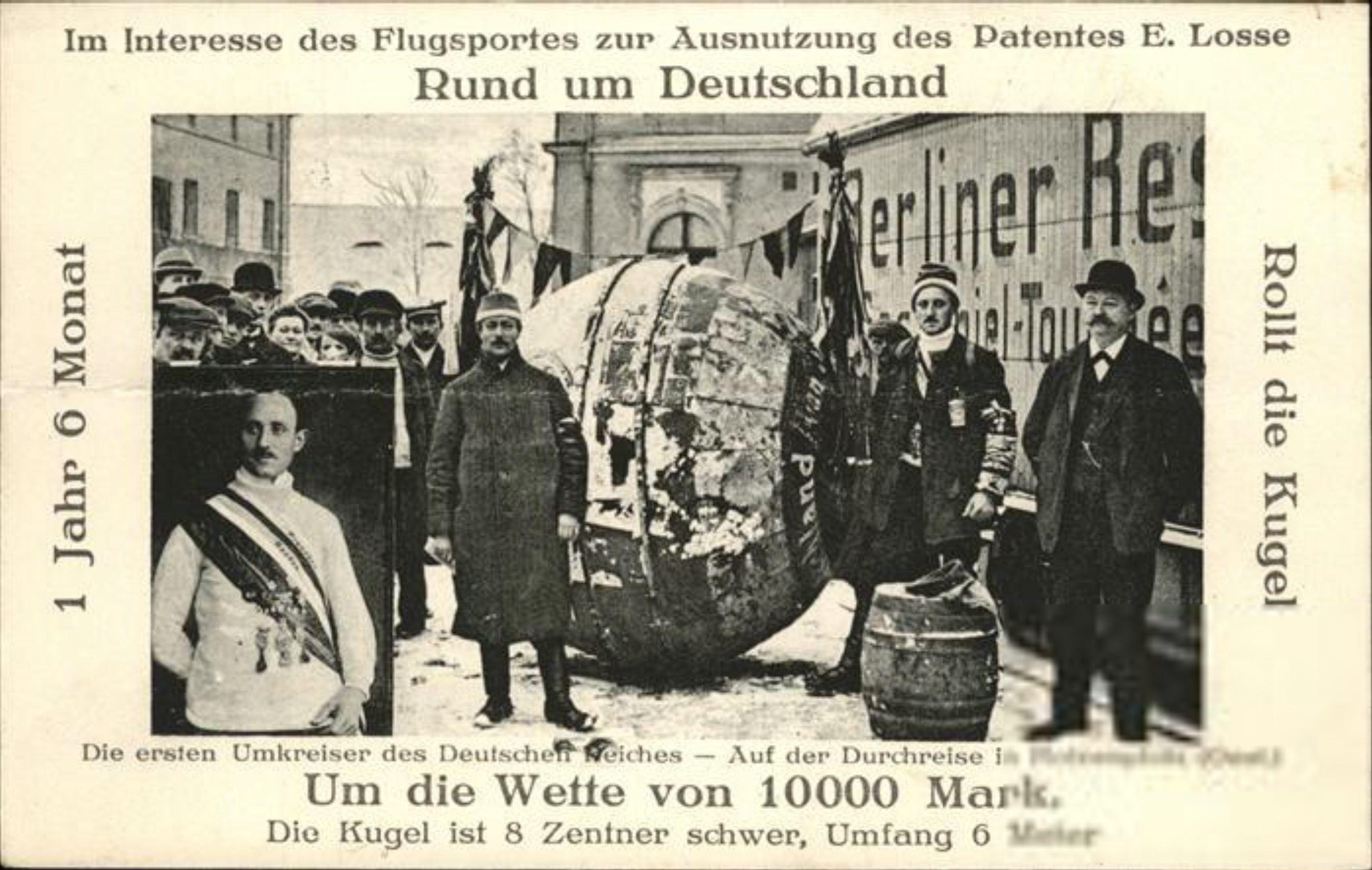
Die Kugel in Hotzenplotz
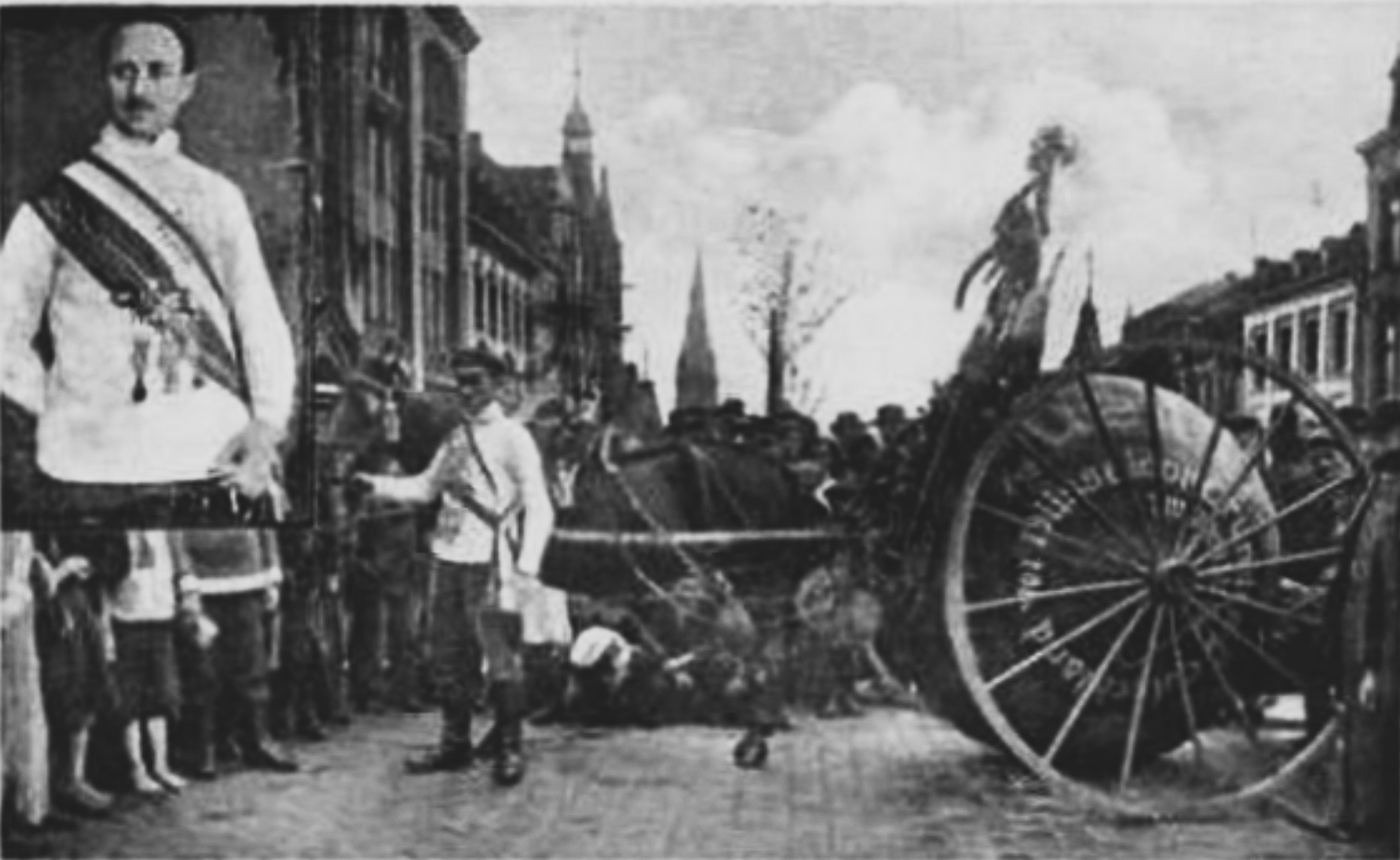
Die Kugel in Posen
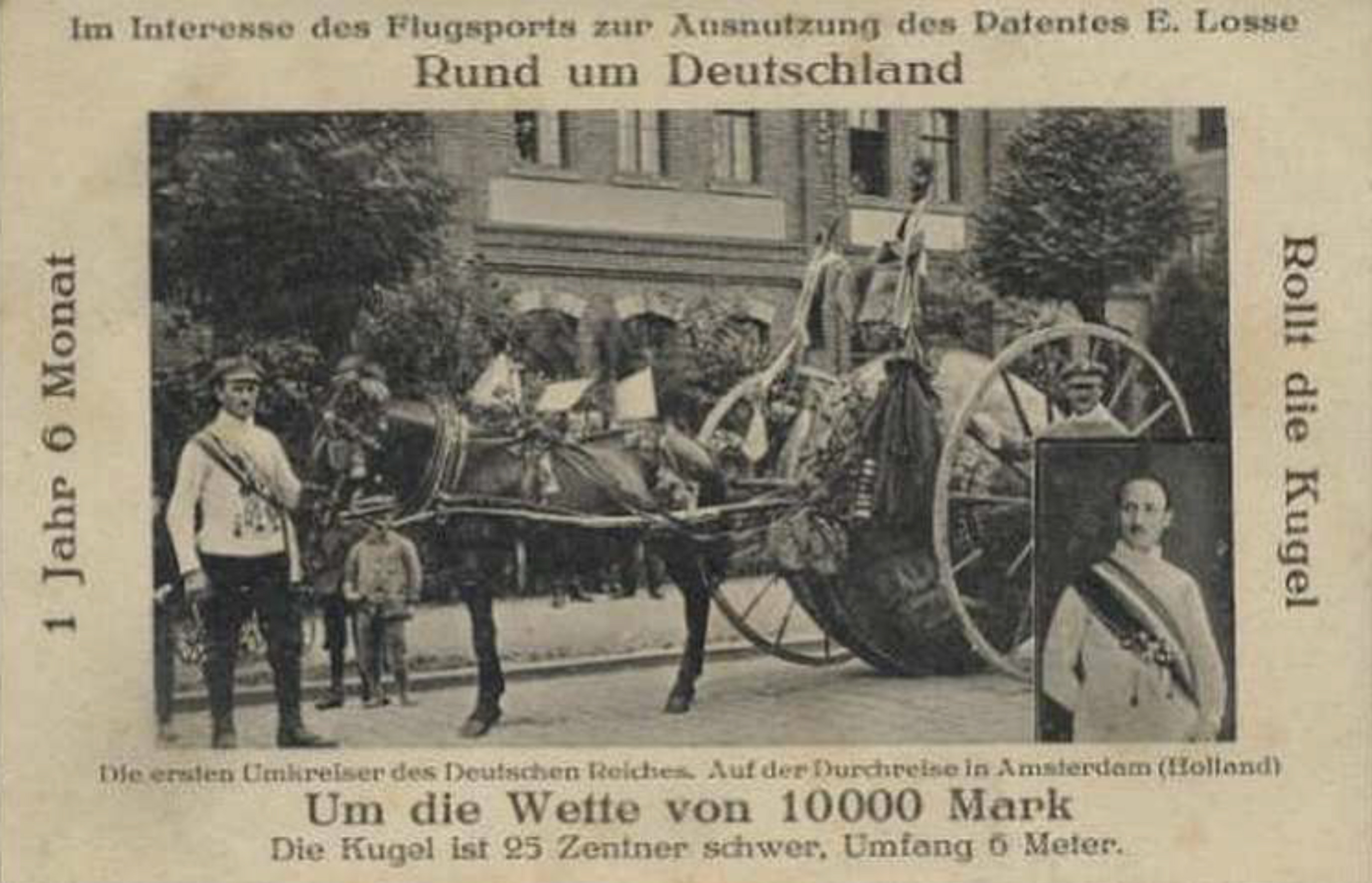
Die Kugel in Amsterdam

## Lossés Patente
- GB000191006388A  (Vereinigtes Königreich) – Aerial Machines, 14. März 1910
- FR000000424683A  (Frankreich) – Perfectionnements aux aéroplanes, 19. März 1910
- US000000995361A  (USA) – Aerial Machine, 22. März 1910
- FR000000467763A  (Frankreich) – Moteur à deux temps, 5. April 1913
- FR000000536162A  – (Frankreich) – Appareil avertisseur destiné aux véhicules, 28. Februar 1921
- FR000000557107A  (Frankreich) – Moteur à explosions à deux temps, 1. Februar 1922
- FR000000619383A  (Frankreich) – Pot d'échappement silencieux pour moteurs à combustion interne, 30. November 1925